# The Angry Birds Movie 2
The Angry Birds Movie 2 (även kallat Angry Birds 2) är en finsk-amerikansk datoranimerad komedifilm baserad på spelserien Angry Birds, producerad av Columbia Pictures, Rovio Animation och Sony Pictures Animation, och distribuerad av Sony Pictures Releasing.
Det är uppföljaren till The Angry Birds Movie från 2016 och är regisserad av Thurop Van Orman och skriven av Peter Ackerman, Eyal Podell och Jonathon E. Stewart. Filmens karaktärer röstas av Jason Sudeikis, Josh Gad, Danny McBride, Maya Rudolph, Bill Hader, Peter Dinklage, Leslie Jones, Rachel Bloom,  Awkwafina, Sterling K. Brown och Eugenio Derbez.
Filmen hade biopremiär den 2 augusti 2019 i Storbritannien, den 9 augusti i Sverige och den 13 augusti i USA. Den fick positiva recensioner från recensenter som betraktade den som en förbättring i jämförelse med den föregående filmen.

## Rollista

### Svenska röster
- Alex Kantsjö – Leonard
- Allan Svensson – Mäktiga Örnen
- Björn Bengtsson – Garry
- Cecilia Karlsson – Zoe
- Cecilia Wrangel Schoug – Matilda
- Charlotte Ardai Jennefors – Zeta
- Felipe Leiva Wenger – Alex
- Fredde Granberg – Red
- Isak Jansson – Carl
- Jens Hultén – Bomb
- Kim Sulocki – Glenn
- Keyyo – Ella
- Lina Hedlund – Silver
- Lovisa Heed – Sam-Sam
- Margaux Dietz – Pinky
- Mimmi Sandén – Courtney
- Nassim Al Fakir – Chuck
- Nicklas Berglund – Hal
- Niji Dyall Price – Vivi
- Ole Ornered – Jerry
- Sanna Bråding – Debbie
- Övriga röster – Anton Olofson Raeder, Ayla Kabaca, Daniel Sjöberg, Dominique Pålsson Wiklund, Johan Hedenberg, Matilda Smedius, Ture Nerman
- Dialogregissör – Johan Lejdemyr
- Översättare – Robert Cronholt
- Inspelningstekniker – Nils Manzuoli, Robin Larsson Asp
- Mix – Simon Ellegaard
- Svensk version producerad av SDI Media[6]